# Alceu de Mitilene
Alceu de Mitilene (en grec antic Ἀλκαῖος "Alkaios" i en llatí Alcaeus,) va ser un dels poetes inclosos pels estudiosos d'Alexandria en el cànon dels Nou poetes lírics.
Va néixer a Mitilene, ciutat de l'illa de Lesbos i va florir cap a l'any 600 aC. Va ser contemporani i segurament amant de la poeta Safo. En els seus temps, a l'illa de Lesbos es van produir diverses lluites entre les faccions aristocràtiques que la governaven i el poble. Alceu i els seus germans, d'origen aristocràtic, van implicar-se en la lluita. La dinastia governant a l'illa, els Pentílides, que deien que eren descendents d'Orestes,el fill d'Agammèmnon, van perdre el poder i van ser derrotats en dos cops d'estat successius. Va aconseguir el poder el tirà Melancre, segons la Suda el 612 aC. Alceu i els seus germans, al costat de Pítac de Mitilene, van intervenir en la caiguda de Melancre, encara que el que se'n va beneficiar va ser Mirsil, que es va convertir en tirà. Alceu va participar en la lluita dels de Mitilene contra Atenes per la possessió de Sigeu a la Tròade, conflicte en què els mitilenis van ser derrotats. Les relacions entre Pítac i Alceu, conjurats tots dos contra Mirsil, es van trencar quan Pítac va revelar els noms dels rebels i Mirsil va compartir poder amb Pítac. Alceu va haver d'exiliar-se. Quan va morir Mirsil Alceu ho va celebrar amb un cant i va tornar a Lesbos on es consolidava la tirania de Pítac. Però aquest, casat amb una noia de la família dels pentílides, va fer una sèrie de reformes contra l'aristocràcia i va desterrar als que el posaven en qüestió, entre d'altres, a Alceu i els seus germans, que van refugiar-se a Lidia. Un grup d'exiliats, entre ells Alceu van tornar a Lesbos per enderrocar el tirà, però van ser vençuts i el poeta va emprendre un tercer exili, aquesta vegada a Beòcia, i potser a Tràcia i a Egipte.
Els seus poemes, admirats i imitats per Horaci, formaven almenys deu llibres, que són principalment odes, himnes o cants sobre les lluites de les faccions de la seva illa. Descriuen el món humà, la passió, l'enyorament, la mort, la tristesa. És un autor d'himnes perfectes que reflexiona sobre les coses humanes, la lluita i l'acció. Influït per Homer, Alceu en pren alguns temes, sobre Aquil·les, Àiax, Tàntal, Helena, i d'altres. Té també influències d'Hesíode i d'Arquíloc. Diverses fonts antigues es refereixen a les obres d'Alceu amb el nom de Στασιωτικά o "cançons de combat" o Διχοστασιαστικά "cançons del desacord", que Horaci anomena " Alcaei minaces Camoenae". No se'n sap quasi res de la seva mort i és probable que morís en una batalla.